# Lešany (okres Benešov)
Lešany (Duits: Leschan of Leschan in Böhmen) is een Tsjechische gemeente in de regio Midden-Bohemen en maakt deel uit van het district Benešov. Het dorp ligt op 15 kilometer afstand van de stad Benešov.
Lešany telt 905 inwoners (2025).

## Geografie
De gemeente Lešany bestaat uit de volgende plaatsen:
- Lešany;
- Břežany;
- Nová Ves.

## Geschiedenis
De eerste schriftelijke vermelding van Lešany dateert van omstreeks 1185, maar het eerste officiële document waarop  Lešany verscheen was een schenkingsakte uit de 13e eeuw, opgesteld door Bedřich Lesany. Daarna volgden velen jaren van bezit door landsheren. De eerste die genoemd wordt is Oldřich Medek, die het bezat van 1353 tot 1398.
Een andere heer, Renvald z Ústupenice, is waarschijnlijk degene die een vesting liet bouwen. De vesting was eenvoudig uitgevoerd met een enigszins trapeziumvormige plattegrond. Delen hiervan zijn bewaard gebleven in het metselwerk van de oostvleugel van het huidige kasteel. Oorspronkelijk bestond de vesting uit drie delen en was wellicht iets langer dan de huidige kasteelvleugel. Aan de westkant was vermoedelijk een kleine binnenplaats gesitueerd en aan de oostkant waarschijnlijk versterkingen die aansloten op het huidige Návesníkmeer.
In 1409 verkocht eigenaar Renvald z Ústupenice de vesting, samen met het dorp, aan Prokop z Soběšín. Vanaf omstreeks 1418 was Lešany in het bezit van Janek Řítka z Bezdědice, die deelnam aan de Hussietenoorlogen aan de zijde van de Taborieten. In 1444 verpandde hij de vesting en het dorp aan Záviš z Klinštejn. Gedurende de tweede helft van de 15e eeuw was Lešany in het bezit van Lešanští z Čečelice, aan het begin van de 16e eeuw Lešanští z Krsovice en vanaf ongeveer 1522 door Vratislavové z Mitrovice. Zij werden gevolgd door Čejkové z Olbramovice, onder wiens leiding de westvleugel van de vesting werd aangebouwd, die eveneens bewaard is gebleven in het metselwerk van de kasteelvleugel. In het midden van een van de vrije zijden stond tevens een toren, waarvan de huidige waarschijnlijk de opvolger is.
In 1578 verkochten de broers Karel en Jeroným Čejkové z Olbramovice de vesting en dorp met alle toebehoren aan Albrecht Netvorský z Březí. Zijn kleinzoon, Jan Netvorský, verkocht de hele zaak in 1612 aan Magdalena Mladotová z Labouň, van wie Pavel Michna z Vacínov het in 1622 kocht.
In 1683 verwierf het kapittel van Sint Vitus op de Praagse Burcht Lešany, dat op de plaats van de vesting het huidige kasteel deed verrijzen, waardoor de huidige vierkante vorm ontstond. Rond de binnenplaats werden arcades aangebracht. De gevels vertonen sporen van kunst uit de late barok- en classicistische periode. De kenmerkendste bijdrage van het kapittel aan het kasteel is echter de Sint-Vituskapel, die de gehele westzijde van de noordvleugel beslaat. Lešany werd zo het centrum van een groot kapittelbezit, waartoe ook de dorpen Hostěradice, Břežany, Netvořice en Nedvěží behoorden. Het dorpsbestuur was gevestigd in het kasteel.
In 1903 werd het kasteel getroffen door een brand, waardoor het zwaar beschadigd raakte. Het meest getroffen was de toren aan de noordgevel, die tijdens de restauratie van een neoromantisch terras voorzien werd. Tijdens de Tweede Wereldoorlog was het hoofdkwartier van de SS Benešov in Lešany gevestigd. Op 15 oktober 1942 moesten de inwoners daarom noodgedwongen hun huizen verlaten. Het SS-bestuur liet een watertoren naast het kasteelterras bouwen. Het kapittel bezat Lešany en het kasteel uiteindelijk tot 1949. Sinds 1949 maakt Lešany deel uit van het district Benešov.

## Verkeer en vervoer

### Autowegen
Lešany is bereikbaar via een regionale weg. 

### Spoorlijnen
Er is geen station in de gemeente. Het dichtstbijzijnde station is in Krhanice, op zo'n drie kilometer afstand. Dat station ligt aan spoorlijn 210 Praag - Čerčany.

### Buslijnen
Er zijn zes bushaltes in de gemeente:
| Halte                     | Lijn(en) | Traject(en)                                | Vervoerder(s)            |
| ------------------------- | -------- | ------------------------------------------ | ------------------------ |
| Lešany, Lešany            | 332 753  | Budějovická - Neveklov Netvořice - Benešov | Arriva City CŠAD Benešov |
| Lešany, Brejlov           | 753      | Netvořice - Benešov                        | CŠAD Benešov             |
| Lešany, Břežany           | 332 753  | Budějovická - Neveklov Netvořice - Benešov | Arriva City CŠAD Benešov |
| Lešany, Rozchod Vazovnice | 753      | Netvořice - Benešov                        | CŠAD Benešov             |
| Lešany, Nová Ves Rozchod  | 753      | Netvořice - Benešov                        | CŠAD Benešov             |
| Lešany, Obecní úřad       | 332 753  | Budějovická - Neveklov Netvořice - Benešov | Arriva City CŠAD Benešov |

### Wandelroutes
- Groen: Kamenný Přívoz - Břežany - Netvořice

## Bezienswaardigheden

### Militair museum
Sinds 1996 bevindt zich in de voormalige artilleriekazerne, gesitueerd tussen Krhanice en Lešany, een expositie van het Militair Technisch Museum, met aandacht voor militaire technologie, zoals tanks, kanonnen en pantservoertuigen.

### Overige bezienswaardigheden
- Dorpskapel;
- Kasteel;
- Monumentale klokkentoren.

## Bekende inwoners
- František Hrubín (1910–1971), een Tsjechisch dichter
- Libuše Benešová (1948), een Tsjechisch politica

- Otakar Brousek senior (1924–2014), een Tsjechisch acteur

## Galerij

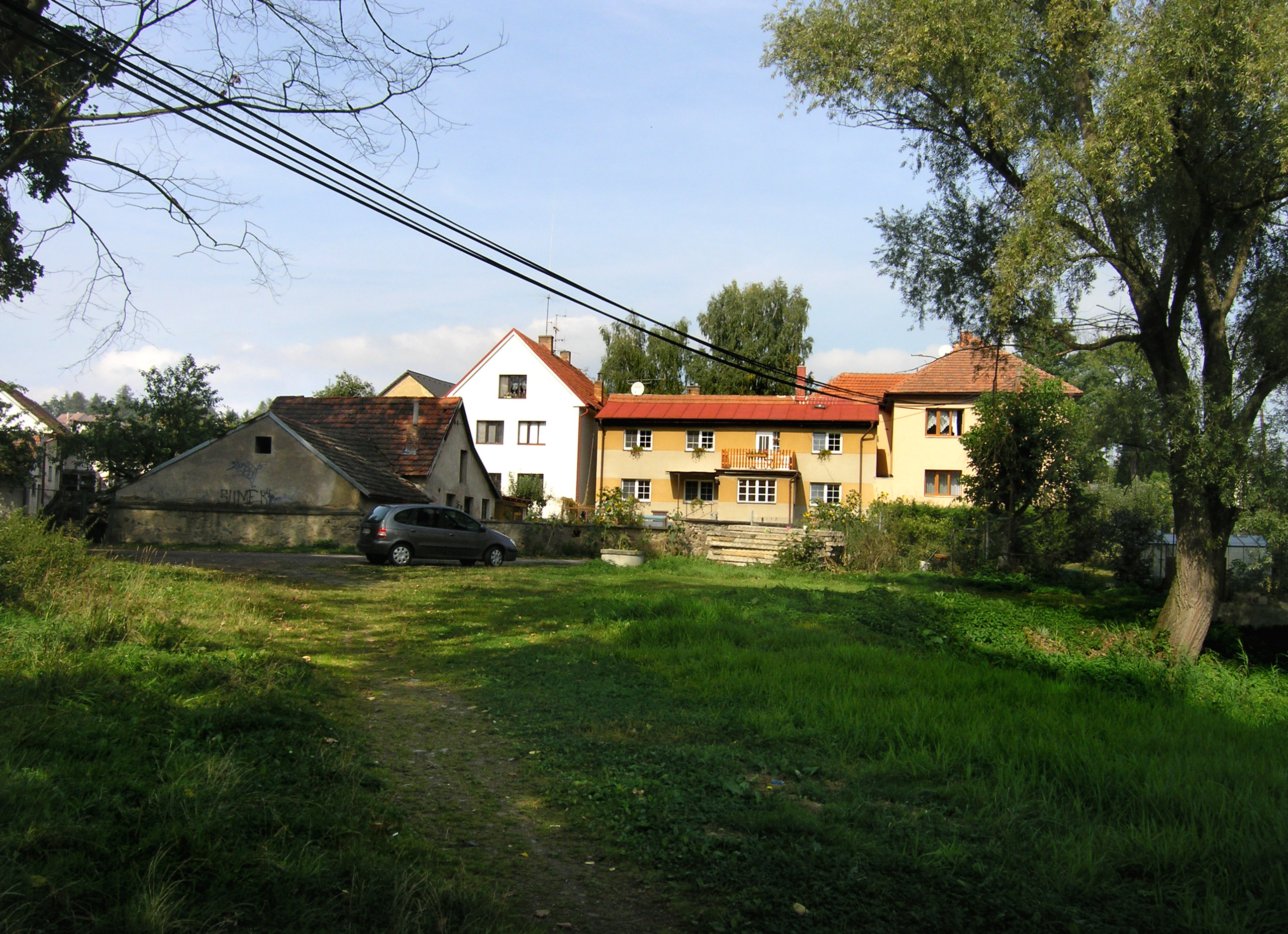
Dorpsgezicht (2009)
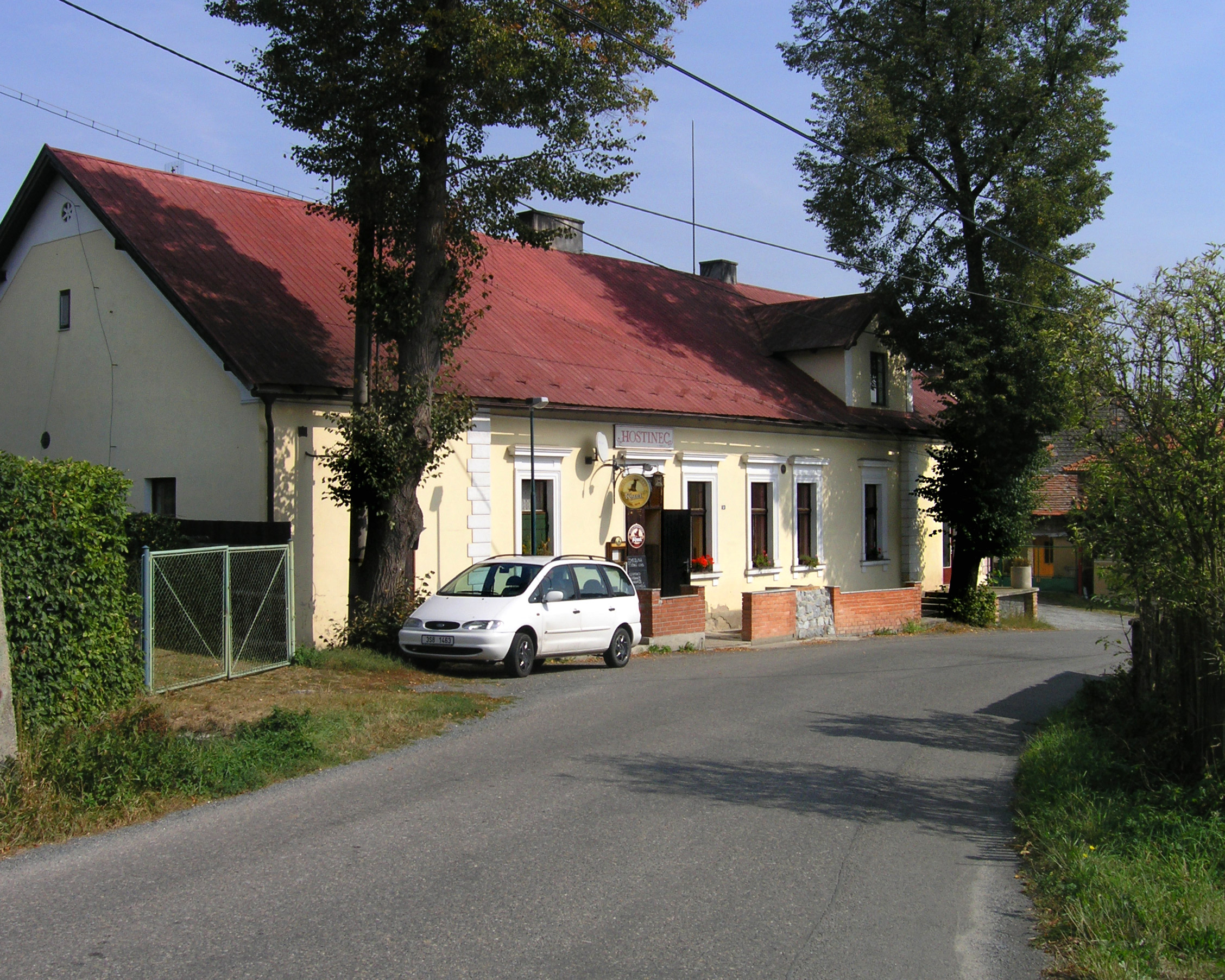
Huis aan de westkant van het dorp (2009)
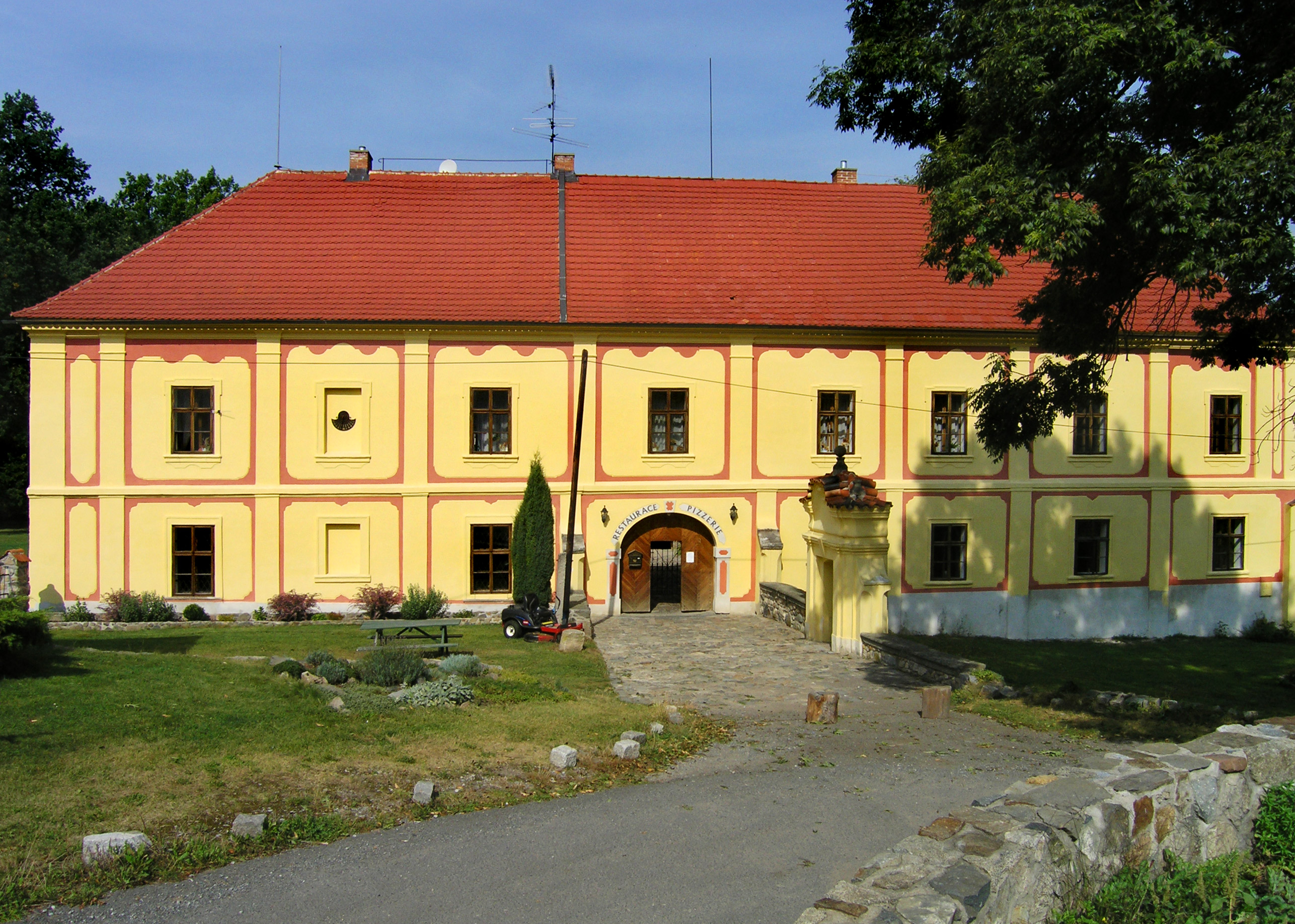
Kasteel van Lešany (2009)
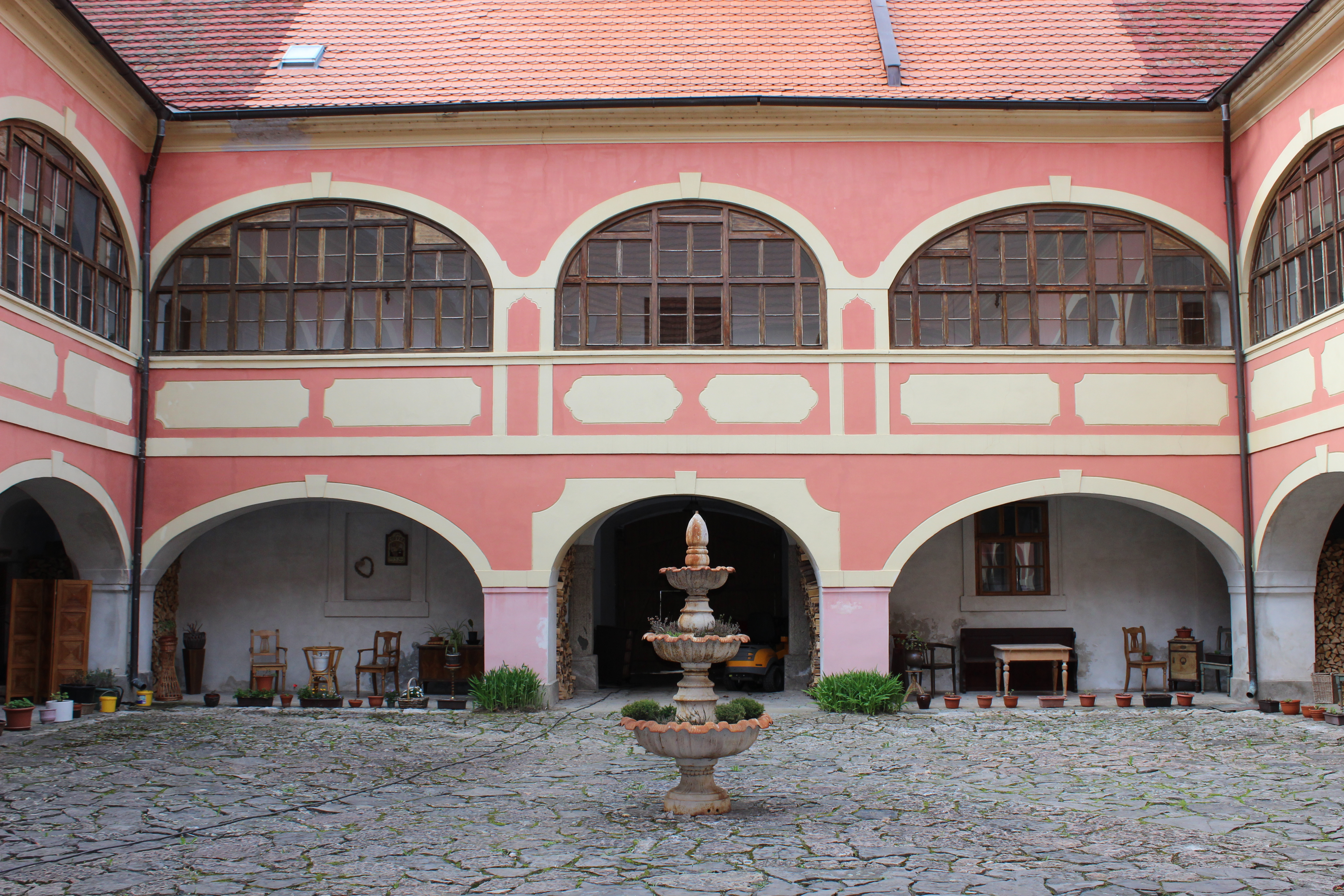
Binnenplaats van kasteel (2017)
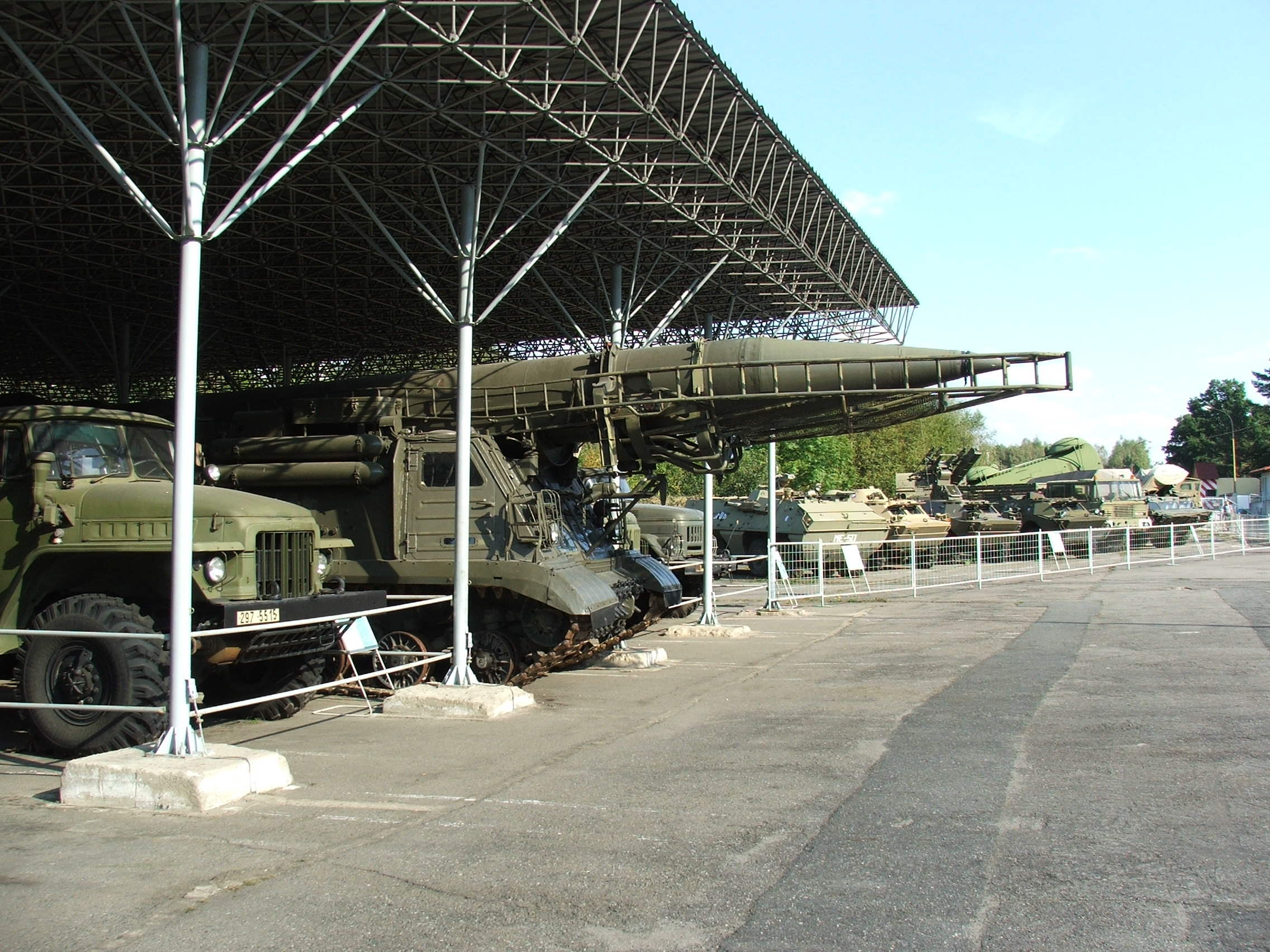
Militair museum (2005)
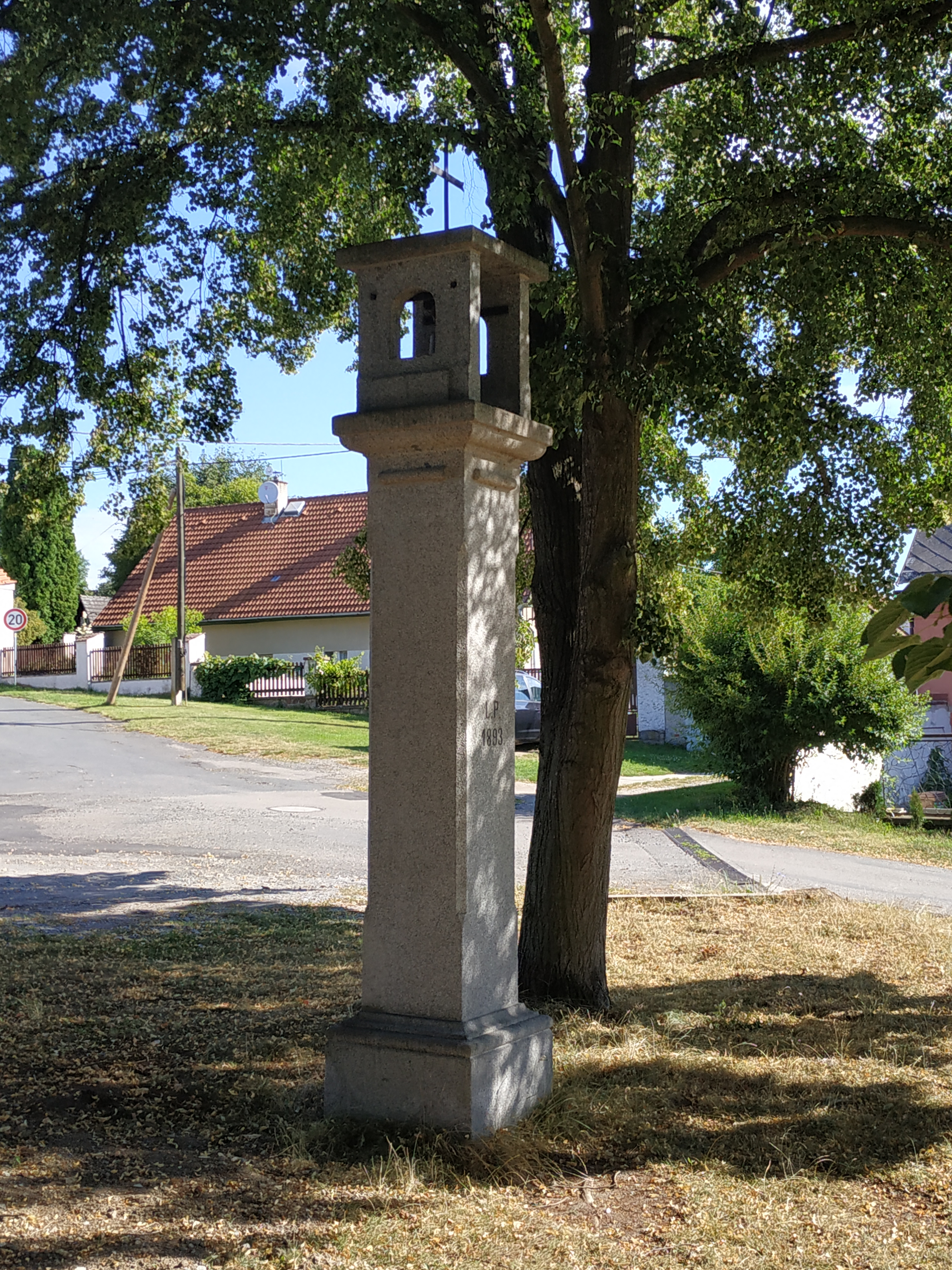
Monumentale klokkentoren (2020)